# Lékiné
Le lékiné est à la fois un rythme musical et une danse originaire de l'Ouest de la Côte d'Ivoire.

## Artistes
- Victor Guéi
- Julie Mabéa